# عبدالعزیز القصیر
عبدالعزیز القصیر (انگلیسی: Abdulaziz Al-Qosair؛ زادهٔ ۵ مهٔ ۱۹۹۴) ورزشکار اهل عربستان سعودی است.
از باشگاه‌هایی که او در آن بازی کرده‌است می‌توان به باشگاه فوتبال الرائد عربستان سعودی اشاره کرد.